# Létsík
A  létsík  kifejezés leginkább fantasy és sci-fi művekben használatos egy egész világ megjelölésére. Azt a területet jelenti, amelyet az átlag utazó különleges segítség nélkül képtelen elhagyni. Utazhat szárazföldön, vízen vagy levegőben, akkor is az adott világban, az adott létsíkon fog tartózkodni. Létsíkot váltani csak különleges technikai eszközökkel vagy varázslattal lehet. A különböző létsíkok párhuzamos világok, amelyek nem vagy csak igen kis mértékben érintkeznek egymással. Ezek az érintkezési pontok is alkalmasak lehetnek egy létsík elhagyására. A normális emberi világnak megfelelő létsíkokat gyakran elsődleges anyagi létsíknak nevezzük.

## Létsíkváltás
Létsíkot váltani nem egyszerű és általában nem veszélytelen feladat. Három alapvető módszer kínálkozik erre.
- Varázslattal. Bizonyos szerepjátékok világában használatosak olyan mágikus eljárások, amelyek lehetőséget engednek az utazónak, hogy egy másik világba, egy másik létsíkra látogasson. Ilyen például a Dungeons & Dragons című szerepjáték, ahol többek között a Plane Shift nevű varázslat szolgál erre. Mikor azt alkalmazzák, az utazó egy pillanat alatt eltűnik az eddigi létsíkról és megjelenik az általa választott újban. Az ilyen varázslatok működtetése általában valami szükséges komponenst kíván, amelyek gyakran költségesek vagy igen nehezen beszerezhetőek.
- Technikai eszközzel. Az utazás lehetséges bizonyos gépezetek segítségével is. Ilyen például Gordon Freeman által használt eszköz, a Half-Life című számítógépes játék Lambda Core nevű pályáján. Hasonló a Sliders című sorozatban használt eszköz is.
- Létsíkok érintkezésénél. Bizonyos pontokon találkozhatnak különböző létsíkok, ahol az átjárás egyszerűbb, mint máshol. Előfordulhat, hogy az utazó akarata nélkül is megtörténik, mint például Michael Moorcock Harcikutya című könyvében, a Köztesföldek. A létsíkok érintkezhetnek egymással kapuk vagy féregjáratok segítségével is. A Dungeons & Dragons című szerepjáték asztrális létsíkjáról számos kapu nyílik elemi, mennyei és alvilági létsíkokra. Néhány fantasy-műben egyes létsíkok lényei számára természetes adottság, vagy legalábbis más lényekhez képest könnyebb a létsíkok közötti váltás (pl. R. A. Salvatore Sötét Elf-trilógiájában az illithidek vagy a baziliszkuszok).

## Veszélyek
Az idegen létsíkokra utazás gyakran komoly veszélyeket rejteget magában. Lakói barátságos és ellenséges lények is lehetnek, de kihívást jelenthet a környezet is. A létsík természetes világa merőben eltérő lehet a megszokott elsődleges anyagi létsíktól. Példának okáért a fantasy játékok tűz elemi létsíkja lángokból épül fel.
A nyilvánvaló veszélyeken kívül számolni kell az egyéb eltérésekkel is. Előfordulhat, hogy az idő nem olyan ütemben telik, mint azt megszoktuk. Amíg az új világban az utazó egy napot tölt el, egy évszázad is elmúlhat otthonában. A létsík tulajdonsága lehet, hogy az utazó elveszíti mágikus hatalmát vagy tárgyai mondják fel a szolgálatot. A különbségekből adódó veszélyek beláthatatlanok lehetnek.